# (573) Recha
(573) Recha – planetoida z pasa głównego asteroid okrążająca Słońce w ciągu 5 lat i 84 dni w średniej odległości 3,01 j.a. Została odkryta 19 września 1905 roku w Landessternwarte Heidelberg-Königstuhl w Heidelbergu przez Maxa Wolfa. Nazwa planetoidy pochodzi od imienia bohaterki powieści Natan mędrzec Gottholda Lessinga (została zainspirowana literami oznaczenia asteroidy [1905 RC] w imieniu ReCha). Przed jej nadaniem planetoida nosiła oznaczenie tymczasowe (573) 1905 RC.